# Genfit
Genfit est une société de biotechnologie française. Ses recherches et essais cliniques, dans les domaines des maladies cardio-vasculaires et des maladies du foie, notamment d'origine métabolique, n'ont pas permis, depuis 1999, la mise sur le marché d'un médicament. Genfit est également présente dans la mise au point de technologie de diagnostic médical. 
Elle est cotée à la bourse de Paris depuis 2006 et sur le NASDAQ depuis 2019.

## Historique et activité
Genfit est créée le 15 septembre 1999 à Lille par Jean-François Mouney et Florence Séjourné avec le renfort des professeurs Bart Staels et Jean-Charles Fruchart,,. Genfit se développe grâce à des contrats de collaboration de recherche pluri-annuels avec des laboratoires pharmaceutiques et des institutions académiques. Dès le début, « 23 employés travaillent dans les locaux de l'institut Pasteur de Lille » en attendant la construction du siège social fin 2000. Les recherches portent sur le développement de médicaments contre les maladies cardio-vasculaires et l'obésité. En novembre 2005, la société est détenue par Sanofi-Aventis, UCB-Pharma, Merck et Servier (en 2002 ces laboratoires ont financé Genfit pour un total de 27 millions d'euros).
En décembre 2006, Genfit, spécialisée dans la recherche de médicaments basée sur des dérèglements génétiques (athérosclérose notamment), s'introduit en bourse sur Alternext en levant 15 millions d'euros,.
En juin 2014, l'action de l'entreprise Genfit entre dans l'indice boursier SBF 120. Elle en sort le 21 décembre 2020.
En octobre 2016, Genfit lève 44,6 millions d'euros à la suite d'une augmentation de capital,. 
Genfit procède à l'émission d'obligations OCEANE pour 180 millions d'euros, en octobre 2017, auprès d'investisseurs institutionnels. La moitié du montant de ces obligations est annulée en janvier 2021 et le solde reporté à fin 2025. 
En mars 2019, Genfit se cote également au NASDAQ en levant 135,1 millions de dollars. En septembre 2019, le PDG, Jean-François Mouney, devient président du conseil d'administration et Pascal Prigent devient directeur général.
En mai 2020, Genfit arrête ses « investigations dans le traitement de la stéatohépatite non-alcoolique (Nash) ». 
Fin septembre 2020, la société se concentre sur « la cholangite biliaire primitive (PBC) et le NIS4, une technologie de diagnostic sanguin, qui, si elle est approuvée, permettrait l'identification des patients atteints de Nash à risque ».
En décémbre 2021, Ipsen fait l’acquisition de 8 % du capital de Genfit, via une prise de participation de 28 millions d’euros. A l'issue de ce partenariat, Ipsen acquiert les droits sur sa molécule Elafibranor, un candidat médicament contre une maladie du foie rare et chronique,.
En septembre 2022, Genfit rachète l'entreprise suisse Versantis, spécialiste des maladies de foie,,.

## Critique
Selon le journal Le Figaro du 6 juin 2018, Genfit n'apparaît pas clairement sur les documents de la campagne « Journée internationale de la Nash » et évoque : « une campagne sauvage »,.